# Vilius Gaubas
Vilius Gaubas (* 29. Dezember 2004 in Šiauliai) ist ein litauischer Tennisspieler.

## Karriere
Gaubas spielte bis 2022 auf der ITF Junior Tour. In der Jugend-Rangliste erreichte er mit Rang 20 seine höchste Notierung. Im Einzel konnte er während seiner Laufbahn keine Turniere gewinnen.  Im Doppel stand er bei Grand-Slam-Turnieren zweimal im Hauptfeld und gewann ein Match. Den größten Titel gewann er mit seinem Landsmann Edas Butvilas beim Trofeo Bonfiglio 2021, das genau wie die Grand-Slam-Turniere zur Kategorie Grade A gehörte.
Bei den Profis spielte Gaubas 2019 sein erstes Turnier auf der drittklassigen ITF Future Tour. Im Doppel konnte er dort seine ersten Punkte für die Weltrangliste gewinnen. 2021 spielte er auch im Einzel das erste Mal und erreichte das erste Viertelfinale. In diesem Jahr gab er auch sein Debüt für die litauische Davis-Cup-Mannschaft, für die er in der Begegnung gegen Griechenland zum Einsatz kam und sein Einzelmatch verlor. 2022 gewann er den ersten Futuretitel im Einzel und kam ein weiteres Mal ins Halbfinale, wodurch er in der Einzel-Rangliste das Jahr auf Platz 760 beendete. Im Oktober spielte er das erste Turnier der ATP Challenger Tour in Vilnius, an dem er dank einer Wildcard starten konnte. Er verlor im Einzel und Doppel zum Auftakt. Anfang 2023 gewann er seine beiden Matches in der Davis-Cup-Begegnung gegen Pakistan. Erneut erhielt er fürs Challenger in Vilnius Wildcards.

## Erfolge
| Legende (Anzahl der Siege)  |
| Grand Slam                  |
| ATP World Tour Finals       |
| ATP World Tour Masters 1000 |
| ATP World Tour 500          |
| ATP World Tour 250          |
| ATP Challenger Tour (2)     |

### Einzel

#### Turniersiege
| Nr. | Datum           | Turnier   | Belag | Finalgegner       | Ergebnis      |
| --- | --------------- | --------- | ----- | ----------------- | ------------- |
| 1.  | 11. August 2024 | Cordenons | Sand  | Carlos Taberner   | 2:6, 6:2, 6:4 |
| 2.  | 6. April 2025   | Menorca   | Sand  | Pol Martín Tiffon | 6:0, 6:4      |